# 磁気光学空間光変調器
磁気光学空間光変調器（じきこうがくくうかんひかりへんちょうき）とは、磁気光学効果であるファラデー回転を用いて、光の偏光方向を変える磁気-光変換を行うデバイスのことである。MOSLM (magneto optic spatial light modulator) と略称される。

## 原理
ファラデー回転は磁化された磁性体中を通る光が偏光面を回転させる現象である。磁性体が磁化されたとき、磁化方向に一軸異方性が生じ、右円偏光および左円偏光それぞれに対する屈折率が異なることから引き起こされる。 MOSLMでは磁性体薄膜の2次元配列された任意のピクセルの磁化方位を制御することで透過光への変調を行う。その特長は、以下の通り。 
1. ピクセルのスイッチングスピードが速い
2. 固体デバイスであり、堅固である
3. 不揮発性
4. 耐放射能性が高い

MOSLM は光の ON/OFF を、数十 ns 時間スケールの磁化方向のスイッチングでできるため高速駆動が可能となる。また電源を OFF にしても磁化の方向は保持されるため不揮発性である。この高速光処理能力から、MOSLM はホログラム光体積記録や3次元ディスプレイといったシステムを実現できるデバイスとして研究の対象となっている。 